# پلیگ اینک: ایولود
 پلیگ اینک: ایوالد  (به لاتین: Plague Inc:Evolved) یک بازی استراتژی هم‌زمان و شبیه‌سازی است که به دست استودیو ندمیک کریشنز انگلیسی ساخته و منتشر شده‌است. این بازی یک بازسازی از بازی قبلی همین استودیو، یعنی پلیگ اینک (به لاتین: Plague Inc) که برای رایانه‌های شخصی و کنسول‌های بازی منشتر شده بود است. در این بازی، بازیکن یک عامل بیماری‌زا می‌سازد و با همان جهان را با یک همه‌گیری از بین می‌برد. این بازی از مدل‌سازی همه‌گیری استفاده می‌کند و بسیار واقع گرایانه همه‌گیری ویروس را شبیه‌سازی می‌کند، طوری که توجه مرکز کنترل و پیشگیری بیماری را به خود نیز جذب کرده‌است.

## گیم پلی
هسته بازی پلیگ اینک ایوالود همان پلیگ اینک اصلی می‌باشد. بازیکن یک عامل بیماری‌زای همه گیر را درد دست دارد و بازیکن باید با استفاده از آن، کل جهان را آلوده کند و به قتل برساند و در این راه باید بیماری را تکامل بدهد و به محیط‌های مختلفی آن را عادت بدهد. هرچند، فشار زمانی برروی بازیکن هست، او باید جهان را قبل اینکه انسان‌ها پادزهر و درمانی برای بیماری درست کنند به نابودی بکشاند. سازندگان بازی گفته‌اند که این بازی از *Pandemic 2* یک بازی فلش که در سال ۲۰۰۸ ساخته شده بود الهام گرفته‌اند.
این مجموعه بازی توسط مراکز کنترل و پیش‌گیری از بیماری‌ها مورد تحسین قرار گرفته‌است و می‌گوید: «این مجموعه از یک مسیر غیر سنتی برای افزایش آگاهی‌های عمومی در زمینه همه‌گیری، انتقال بیماری، و بیماری‌های همه‌گیر استفاده می‌کند. این بازی دنیای جذابی را ایجاد می‌کند که مردم را به موضوعات جدی سلامت عمومی خبردار می‌کند.» توسعه دهنده بازی دعوت شد تا درمرکز کنترل و پیش‌گیری از بیماری‌ها سخن رانی کند.
این بازی همچنین تمامی بسته‌های توسعه دهنده و غیره از بازی پلیگ اینک را نیز داراست.

## توسعه و پخش بازی
پلیگ اینک:ایولود در تاریخ ۲۰ فوریه ۲۰۱۴ به صورت دسترسی زودهنگام در شبکه استیم قرار گرفت.
توسعه دهنده بازی گفته‌است که از «بیش از نیم میلیون بازخورد و درخواست‌های طرفداران» برای فهمیدن اینکه بازیکنان چه چیز نویی در بازی می‌خواهند استفاده کرده‌است.
یک مود بازی چندنفره، به نام "Vs. Mode" در ۱ سپتامبر ۲۰۱۵ به بازی افزوده شد. در این مود، چندین بازیکن باید عوامل بیماری‌زای خود را در جهان پخش کنند و همزمان جلوی انسان‌های در بازی را از ساخت درمان و دوا بگیرند که همان انسان‌ها توسط بازیکن دیگری کنترل می‌شود.
در ۹ اوت ۲۰۱۹، این بازی برای نینتندو سوئیچ نیز عرضه شد.